# Grækenlands parlament
Grækenlands parlament (græsk: Βουλή των Ελλήνων, tr. Voulí ton Ellínon, "Hellenernes Parlament") er Grækenlands lovgivende forsamling. Parlamentet har et kammer med 300 medlemmer, som vælges af folket i valg for en fireårig periode.
Parlamentet vælger landets præsident for fem år ad gangen. Landets regering udgår fra og er ansvarlig overfor parlamentet.
Parlamentet har til huse i Det Gamle Slot, der ligger på Grundlovspladsen i landets hovedstad Athen. 
I årene 1844–63 og 1927–35 var parlamentet delt i et overhus (Senatet) og et underhus (Chamber of Deputies), parlamentet har dog beholdt sit navn Vouli.